# Busto Arsizio
Busto Arsizio (lombardul: Busti Grand, helyi nyelvjárásban: Büsti Gràndi) város Észak-Olaszországban, Lombardia régióban. Lakosainak száma 82 951 fő (2023. január 1.). Busto Arsizio Cassano Magnago, Castellanza, Dairago, Fagnano Olona, Gallarate, Legnano, Magnago, Olgiate Olona és Samarate községekkel határos.

## Népesség
A település népessége az elmúlt években az alábbi módon változott:
| Lakosok száma | 79 353 | 80 146 | 82 954 | 83 314 | 83 340 | 83 405 | 83 045 | 82 951 |
|               | 2004   | 2013   | 2015   | 2016   | 2017   | 2018   | 2021   | 2023   |

## Nevezetes szülöttei
- Juliana Puricelli (1427-1501),
- Michele Mara (1903–1986),
- Silvio Luoni (1920–1982),
- Francesco Forte (*1929), politikus
- Mina (*1940), énekes
- Francesco Speroni (*1946), politikus
- Umberto Pelizzari (*1965),
- Simona Premazzi (*1975), zenész